# Nagydém
Nagydém là một thị trấn thuộc hạt Veszprém, Hungary. Thị trấn này có diện tích 13,32 km², dân số năm 2010 là 366 người, mật độ 27 người/km².